# Forn de la Sivina
El Forn de la Sivina és una obra de Sitges (Garraf) inclosa a l'Inventari del Patrimoni Arquitectònic de Catalunya.

## Descripció
Situat als voltants de la Sivina.
Estructura arquitectònica de planta circular, alçada amb murs de maçoneria. Es conserva l'anomenada boca, per on s'introduïa la llenya a la cambra de combustió, bastida amb arc de mig punt fet amb pedres tallades i morter. Es reforça a l'exterior amb una altra obertura semicircular sobreposada, construïda amb maons disposats a sardinell.
Parcialment cobert per la vegetació circumdant.